# 紀平梨花
紀平 梨花（きひら りか、2002年（平成14年）7月21日 - ）は、日本のフィギュアスケート選手（女子シングル）。四大陸選手権2連覇（2019年、2020年）、2018年グランプリファイナル優勝、全日本選手権2連覇（2019年、2020年）。

## 人物
兵庫県西宮市出身。血液型はO型。西宮市立上ケ原中学校、N高等学校卒業。2020-21シーズンの所属先はN高東京としていたが、11月1日付でトヨタ自動車に嘱託社員として入社し所属も変更した。2021年4月、早稲田大学人間科学部 eスクール（健康福祉科学科通信教育課程）へ進学した。
マネジメントはIMGが担当している。
3歳のときに母親と姉とともにアイスリンクに行きスケートと出会い、5歳のときにスケート教室に入った。当初はお稽古事の1つとしてのスケートであり、この他バレエ、体操、ピアノなども習っていた。

## 経歴

### ノービス時代

#### 2015-16シーズン
全日本ノービス選手権Aクラスで優勝。初出場となった全日本ジュニア選手権では11位となった。2016年トリグラフトロフィーのノービスクラスでも優勝する。

### ジュニア時代

#### 2016-17シーズン
日本スケート連盟のフィギュアスケート強化選手に初めて選ばれた。ジュニアグランプリシリーズに初参戦し、初戦のJGPチェコスケートで2位、次戦のJGPリュブリャナ杯ではFSで女子では史上7人目となる3回転アクセルに成功、同時に女子史上初となる6種類8個の3回転ジャンプを成功させ優勝し、JGPファイナル進出を決めた。2度目の出場となった全日本ジュニア選手権ではケガの影響で精彩を欠き11位、初出場となったJGPファイナルでは4位に終わった。

#### 2017-18シーズン

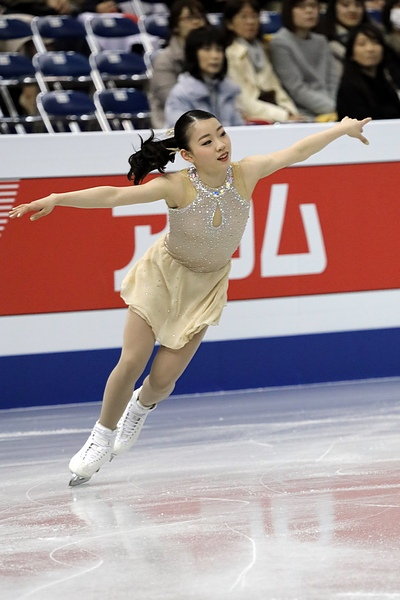
2017/2018 ISUジュニアグランプリファイナルの紀平梨花

ジュニア2年目を迎えた。ジュニアグランプリシリーズでは3回転アクセルで転倒が相次ぎ、JGPリガ杯では2位、続くJGPエーニャ・ノイマルクトでは3位。ロシア勢に遅れをとり優勝こそならなかったものの、2年連続のJGPファイナル進出を決めた。3度目の出場となった全日本ジュニア選手権ではショートでミスがあり6位と大きく出遅れるが、フリーで3回転アクセルを2度成功させ逆転で優勝した。自身初の世界ジュニア選手権と全日本選手権出場を決めた。JGPファイナルではフリーで女子史上初の3回転アクセル-3回転トゥループに成功する。だが、2回目の3回転アクセルが回転が解けて1回転になってしまい得点が伸びず、総合では2年連続の4位に留まった。全日本選手権では、フリーで僅かなミスがあったもののショート・フリー合わせて3本の3回転アクセルを決め3位で表彰台に登った。大会後、第86回全日本選手権大会新人賞を受賞した。2018年1月に左手薬指を骨折。初出場の世界ジュニア選手権では、ショートの連続ジャンプで回転不足と転倒による減点が響き4位発進と出遅れる。しかし巻き返しを狙ったフリーでも予定していた3回転アクセルが2本とも抜けるなどミスが相次ぎ、総合8位まで順位を落とした。試合後、「試合間隔が空いて感覚が染みついていなかったです」と肩を落とした。

### シニア移行後

#### 2018-19シーズン
ブラチスラヴァで行われたオンドレイネペラ杯がシニア初参戦となった。SPでは転倒がありながらも70.79点で1位に立つと、FSでは冒頭に大技の3回転アクセル－3回転トーループ、さらに単発の3回転アクセルを成功させ、全体1位の147.37点をマークし、SPとの合計218.16点でシニアデビュー戦を優勝で飾った。FSは今季世界最高、合計は今季世界2位の高得点となった（いずれも当時）。

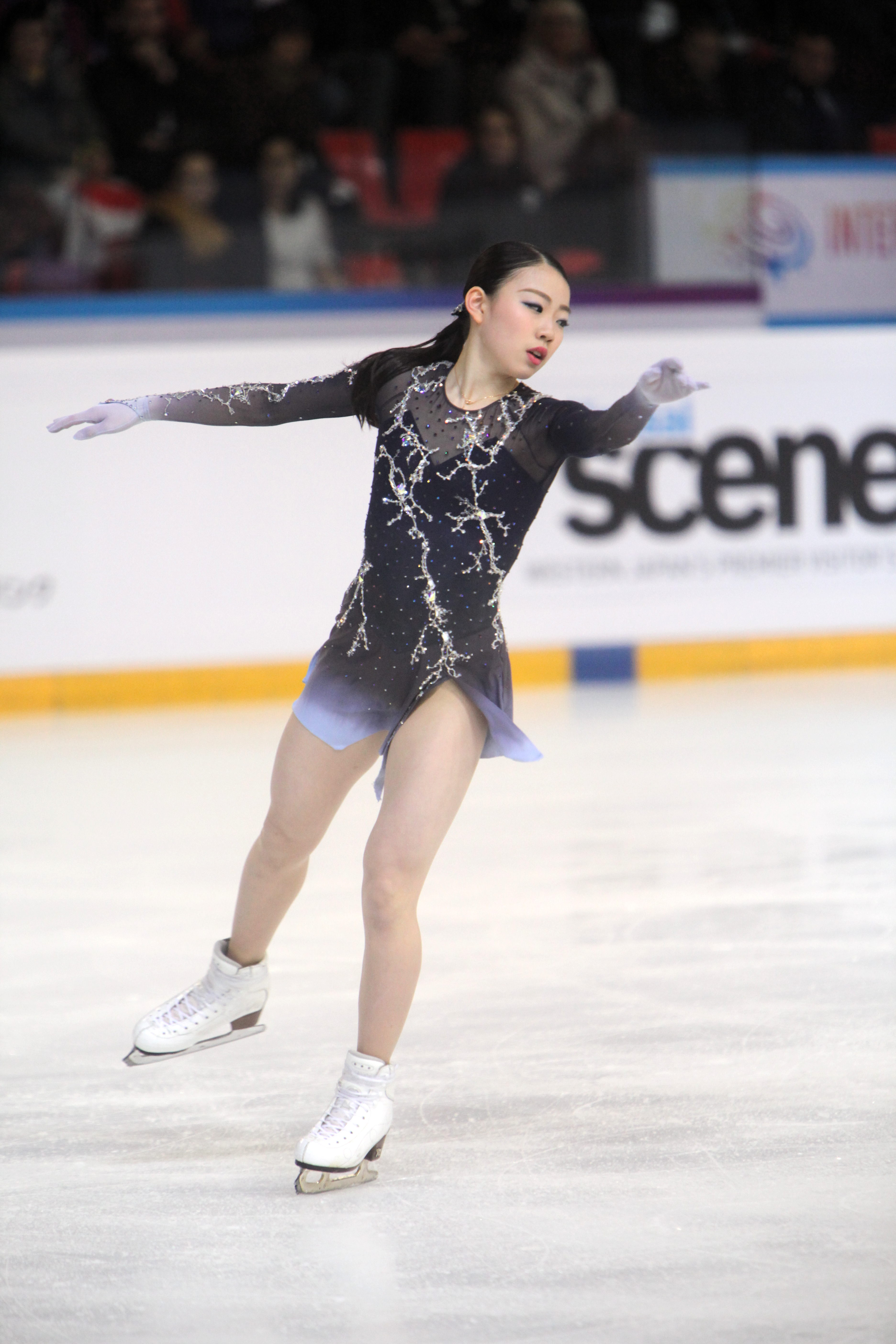
2018年フランス国際FSでの紀平梨花

グランプリシリーズデビュー戦となるNHK杯では、SPの冒頭の3回転アクセルで転倒があったものの自己ベストに迫る69.59点の5位に付け、FSでは2本の3回転アクセルを決めるなど一つのマイナスも無い完璧な演技を見せ、日本女子歴代最高点の154.72点を記録し、SPとの合計でこちらも日本女子歴代最高点を更新する224.31点で、日本人として初めてグランプリシリーズデビュー戦での初優勝を決めた。続くフランス国際のSPでも3回転アクセルの回転が抜けるミスがあり、SP終了時は2位となった。FSでは1本目の3回転アクセルが単独になるミスがあったものの、その後のジャンプ構成を競技中に変更するなどの冷静さを見せ、フリートップの138.28を記録し、総合でも205.92で逆転優勝した。紀平は初めてのグランプリシリーズを連勝で飾り、グランプリファイナル進出も決めた。
グランプリファイナルのSPは3番目に登場し、冒頭の3回転アクセルを決めるなど完璧な内容の演技であった。2位で平昌オリンピック金メダリストのロシアのアリーナ・ザギトワに4.58点差をつけ、ルール改正後の世界最高得点となる82.51点をマークし首位に立った。ザギトワとの一騎打ちとなったFSでは最初の3回転アクセルで手をついてしまいダウングレード判定となってしまったが、続く3回転アクセルからのコンビネーションを2回転トーループに変更し、後半の3回転ルッツに3回転トゥループを付けリカバリーするなど、安定した演技で230点超えとなる233.12点を記録した。紀平は浅田真央以来13年振りとなる「日本人のシニア1年目にしてグランプリファイナル制覇」を達成した。
全日本選手権は靴の不調もありSPで3回転アクセルを転倒した。さらに3回転のコンビネーションジャンプで2つ目が2回転に抜けてしまうミスがあり、68.75で5位となった。1日開けたFSで冒頭2本の3回転アクセルを完璧に成功した。一方で終盤の3連続ジャンプの1本目でバランスを崩してステップアウトになりかけたが、それをオイラージャンプに変更し2回転サルコウをつけて3連続ジャンプにするという技術を見せFS1位となる155.01点をマークした。SP・FS共に2位で、ミスのない演技で優勝した坂本花織には及ばなかったものの、合計223.76点で2位まで順位を上げた。
四大陸選手権は災難に見舞われた。靴の調整が間に合わず左足だけサブシューズを投入したり、公式練習中に転倒し左手薬指を亜脱臼するなど、複数のアクシデントが起こった。SPは冒頭の3回転アクセルがパンクし5位となるも、FSでは3回転アクセルを1本成功させ、その後もミスなく滑り切り、総合で逆転優勝した。
世界選手権の調整のためチャレンジカップに出場した。SPではトリプルアクセルが2回転となり、さらにコンビネーションの回転不足やスピンで体勢を崩すなどミスが相次ぎ2位となった。FSはトリプルアクセルを着氷し、優勝した。
優勝を期待された世界選手権では、SPにおいて3回転アクセルがパンクしてしまい、70.90点で7位と、首位に立ったライバルのザギトワに11点以上の大差を付けられ優勝は絶望的となった。巻き返しを狙ったFSでも、冒頭の3回転アクセルの連続ジャンプは決めるも2本目の3回転アクセルで転倒してしまい、表彰台に届かない4位であった。この結果により、紀平の国際試合連勝記録は7連勝でストップした。
その後、世界国別対抗戦に女子シングル代表として坂本花織と共に初出場した。SPで3回転アクセルを成功すると全ての3回転ジャンプをクリーンに着氷する等完璧な演舞を披露し、2年前の世界国別対抗戦でエフゲニア・メドベージェワが付けた80.85点を大幅に超える83.97点を出して世界記録を塗り替えた。しかし、FSは最初の3回転アクセルと後半のコンビネーションが回転不足となって転倒する等、本来の出来とは言えずに138.37点の5位に終わった。日本チームも対抗戦連覇を逃した。

#### 2019-20シーズン

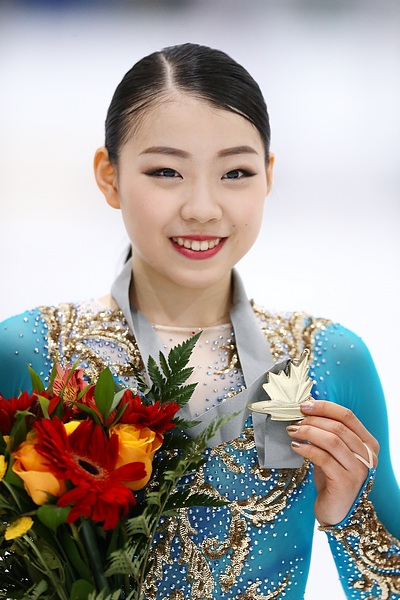
2019年オータムクラシックの紀平梨花

シーズン初戦はCSオータムクラシックから始動し、SPは最後の3回転ループこそ着氷で堪えるもその前までは安定した着氷で首位発進。FSも3回転アクセル2本を着氷する等しっかりとした攻めでライバルの1人であるメドベージェワに競り勝って今季初戦を制した。
グランプリシリーズ1戦目はスケートカナダに出場。ショートは3回転アクセルを着氷しルッツを外した構成ながら、81.35点を記録する。フリーでは、3回転アクセルで着氷ミスがあったがその他はほぼノーミスの演技で、148.98点をマークするものの、4回転ジャンプを3本決めたトゥルソワには及ばず、230.33点で2位となった。
グランプリシリーズ2戦目は2019年NHK杯国際フィギュアスケート競技大会に出場。ショートはトリプルアクセルを着氷し、最後の3回転ループこそは堪えたが79.89点で2位と好発進。フリーもステップのレベル取りこぼしと後半のコンビネーションジャンプの回転不足こそはあったが、安定した演技で151.95点を記録。しかし、アリョーナ・コストルナヤには及ばず2位となった。これにより2019/2020 ISUグランプリファイナルへの出場が確定した。
2年連続出場となったグランプリファイナル。ショートではトリプルアクセルが両足着氷となり、さらにコンビネーションで転倒してしまいまさかの最下位発進。フリーでは転倒したものの初めて4回転サルコウに挑戦し、その後も大きなミスなくまとめて順位を上げ4位に入った。
初優勝を狙った第88回全日本フィギュアスケート選手権。ショートではトリプルアクセルが両足着氷となったものの73.98点で首位発進。フリーでは、練習で不調に陥りながらも演技をまとめ、155.22点を叩き出し総合229.20点で圧巻の優勝を飾った。
2連覇がかかった2020年四大陸フィギュアスケート選手権ではずっと回避してきた3回転ルッツを構成に戻す。ショートではトリプルアクセルを華麗に決めるとルッツを含めた全てのジャンプを成功させ、ステップ・スピンでも全て最高レベルを獲得し81.18点とシーズンベストに迫る得点で首位発進。フリーは4回転サルコウを回避し冒頭の3回転サルコウを決める。次のトリプルアクセルは1回転に抜け。次のトリプルルッツはショートに続き着氷。その次、トリプルアクセルを着氷し、さらにコンビネーションをつけてリカバリー。その後、ステップをしながら構成を考え、3回転フリップ-3回転トゥループのコンビネーションに2回転トゥループをつけ3連続に。そして、3回転ルッツからの3連続を予定していた所は3回転フリップ-3回転トゥループに。最後の3回転ループも決め、さらにステップ・スピンも全て最高評価で演技を終え、151.16点を記録。圧巻の優勝を掴み、男女通して史上初となる2連覇を達成した。
続くチャレンジカップでは、ショートでトリプルアクセル成功するも、残りのジャンプでミスがあり74.27点。フリーでは4回転サルコウに挑まなかったものの圧巻のノーミス演技を披露し非公認ながらも自己ベストとなる156.38点を記録し、合計230.65点で優勝した。
世界選手権での活躍も期待されたが、新型コロナウイルスのパンデミックによりその大会は中止となった。

#### 2020-21シーズン
6月24日、2020-21シーズンに於ける日本スケート連盟登録所属先を『N高東京』とすることが発表された。11月1日付でトヨタ自動車に嘱託社員として入社、所属先も「トヨタ自動車」に変更となった。
練習拠点をスイスに移し、ステファン・ランビエールの元で練習を積む。グランプリシリーズはフランス大会にエントリーしていたが、フランスで新型コロナウイルスの再流行が深刻だったためその大会は中止となり、紀平の今季初戦は第89回全日本フィギュアスケート選手権となった。その全日本選手権では、ショートで3アクセルを決め、コンビネーションジャンプで僅かに乱れがあったものの、注目の片手側転も決めて、79.34点で首位に立つ。迎えたフリーの冒頭では、国際スケート連盟非公認の大会ながら、自身初の4回転サルコウを成功させた。女子では安藤美姫がジュニア時代の2002年に公認大会で、女子史上初で4回転サルコウを決めている。その後は、レベルの取りこぼしなどの細かなミスがあったものの、154.90点でフリーもトップ。総合234.24点を記録し、非公認ながら自己ベストを上回って、連覇を達成した。
2年ぶりに開催された3月の世界選手権では、ショートでトリプルアクセルを含む全ての要素をほぼミスなくまとめ、79.08点のハイスコアで2位に付けた。続くフリーでは2本予定していたトリプルアクセルのうち1本目は2回転半になり、2本目も回転不足で転倒。その後のジャンプでも回転不足等のミスがあり126.62点で9位、総合でも205.70点で7位に留まった。

#### 2021-22シーズン
9月8日、冬季オリンピックシーズンに向けて、練習拠点をカナダ・トロントに移し、ブライアン・オーサー率いる「チーム・ブライアン・オーサー」の指導の下、トレーニングを行うことがマネジメント会社より発表された。2021年時点ではブライアン・オーサーに師事しているが、濱田美栄コーチの師事も継続している（バイオ2021年11月7日）。しかし7月に右距骨疲労骨折を発症し、その回復に時間がかかったため、出場を予定していたISUグランプリシリーズ2試合（スケートカナダ、NHK杯）をキャンセルした。さらに第90回全日本フィギュアスケート選手権も故障を理由として出場を断念した。これにより目標としていた北京冬季オリンピックへの出場はできなくなった。
2022年2月25日、アイスショー「プリンスアイスワールド」に参加した。紀平は約7か月ぶりに観客の前で氷上に立った。
同年3月18日、練習拠点とするカナダ・トロントに到着し練習を開始した。

#### 2022-23シーズン
2022年9月24日、名古屋で開催された中部選手権に出場。2季525日ぶりに競技会復帰した。

#### 2023-24シーズン
グランプリシリーズはスケートカナダにアサインされていたが、怪我(右足距骨 疲労骨折)の完治を優先し欠場。

#### 2024-25シーズン
2024年9月18日、右足の距骨疲労骨折は完治に近づいているものの、まだ安心して全力で動ける状態ではないとの医師の判断などにより、2024-25シーズンも試合の出場を見送ることが発表された。

## 技術・演技
アクセルを含む6種類の3回転ジャンプを跳ぶことができる。3回転アクセル-3回転トウループのコンビネーションジャンプを女子選手として世界で初めて公式戦で成功させた。また、 2020年12月27日に長野市・ビッグハットにて行われた全日本選手権にて日本女子では安藤美姫以来となる4回転サルコウを成功させた。
その他にもリカバリーでFS演技後半に（最後から4番目のジャンプであり、基礎点1.1倍にはならなかったものの）3回転ルッツ-3回転トウループを跳ぶなど、ジャンプ能力の高さには定評がある。
尚、練習では4回転トウループや4回転サルコウ、両手を上げて飛ぶリッポンジャンプの着氷にも成功している。
2016年JGPリュブリャナ杯のFSでは、女子選手として史上初めて6種類8本の3回転ジャンプを回転不足・エッジエラーなしで完璧に成功させた。
一方で、紀平のコーチでもある濱田美栄も課題として「何でも平均的にできるけれど、後は度胸。ちょっと気が弱いから、大事な時に気持ちが引けてしまう」ところに挙げ、紀平も試合後に「緊張しました」「カメラのカシャカシャっていう音が気になるんです」などと苦悩を漏らしていたが、シニア以降はメンタル面で大きな成長を見せている。また、濱田はもう1点の課題として「試合前の準備」を挙げており、計画性がなく行き当たりばったりになっていることを指摘している。

## 記録
- 女子シングル初のフリースケーティング8トリプルジャンプ成功[37][38]
- 女子シングル史上最年少3回転アクセル成功（14歳65日）
- 女子シングル初の3回転アクセル-3回転トゥループ成功
- 日本人初のISUグランプリシリーズ初出場で優勝
- 日本人2人目のISUグランプリファイナル初出場で優勝（1人目は浅田真央、2005年）
- 女子シングルショートプログラム世界最高得点（83.97、2019年世界国別対抗戦、2019年にアリョーナ・コストルナヤが更新）
- 男女シングル史上初の四大陸選手権連覇

## 競技成績

### ISUパーソナルベストスコア
- SP - ショートプログラム、FS - フリースケーティング
- TSS - 部門内合計得点（英: Total segment score）は太字
- TES - 技術要素点（英: Technical element score）、PCS - 演技構成点（英: Program component score）

| 部門 | 種類 | 得点   | 大会                       |
| ---- | ---- | ------ | -------------------------- |
| 総合 | TSS  | 233.12 | 2018年グランプリファイナル |
| SP   | TSS  | 83.97  | 2018年世界国別対抗戦       |
| SP   | TES  | 48.17  | 2018年世界国別対抗戦       |
| SP   | PCS  | 35.80  | 2018年世界国別対抗戦       |
| FS   | TSS  | 154.72 | 2018年NHK杯                |
| FS   | TES  | 87.17  | 2018年NHK杯                |
| FS   | PCS  | 72.52  | 2019年NHK杯                |

| 部門 | 種類 | 得点   | 大会                               |
| ---- | ---- | ------ | ---------------------------------- |
| 総合 | TSS  | 194.24 | 2016年リュブリャナ杯               |
| SP   | TSS  | 66.82  | 2017年ジュニアグランプリファイナル |
| SP   | TES  | 38.81  | 2016年チェコスケート               |
| SP   | PCS  | 28.86  | 2018年世界ジュニア選手権           |
| FS   | TSS  | 128.31 | 2016年リュブリャナ杯               |
| FS   | TES  | 71.74  | 2016年リュブリャナ杯               |
| FS   | PCS  | 58.51  | 2017年ジュニアグランプリファイナル |

### 主な戦績
- GP - ISUグランプリシリーズ
- CS - ISUチャレンジャーシリーズ

| 大会名                | 2017–18 | 2018–19   | 2019–20 | 2020–21   | 2022–23 | 2023–24 |
| --------------------- | ------- | --------- | ------- | --------- | ------- | ------- |
| 世界選手権            |         | 4位       | 中止    | 7位       |         |         |
| 四大陸選手権          |         | 1位       | 1位     |           |         |         |
| GP ファイナル         |         | 1位       | 4位     |           |         |         |
| GP エスポー           |         |           |         |           | 4位     |         |
| GP フランス国際       |         |           |         | 中止      |         |         |
| GP NHK杯              |         | 1位       | 2位     |           |         |         |
| GP スケートカナダ     |         |           | 2位     |           | 5位     | 欠場    |
| CS オータムクラシック |         |           | 1位     |           |         |         |
| CS オンドレイネペラ杯 |         | 1位       |         |           |         |         |
| チャレンジカップ      |         | 1位       | 1位     |           |         |         |
| プランタン杯          |         |           |         |           | 欠場    |         |
| 世界国別対抗戦        |         | 2位 (4位) |         | 3位 (4位) |         |         |
| ジャパンオープン      |         |           | 2位     |           | 1位     |         |
| 全日本選手権          | 3位     | 2位       | 1位     | 1位       | 11位    |         |

- JGP - ISUジュニアグランプリシリーズ
- J - ジュニアクラス
- N - ノービスクラス、A - ノービスAクラス

| 大会名                     | 2014–15 | 2015–16 | 2016–17 | 2017–18 |
| -------------------------- | ------- | ------- | ------- | ------- |
| 世界ジュニア選手権         |         |         |         | 8位     |
| JGP ファイナル             |         |         | 4位     | 4位     |
| JGP エーニャ・ノイマルクト |         |         |         | 3位     |
| JGP リガ杯                 |         |         |         | 2位     |
| JGP リュブリャナ杯         |         |         | 1位     |         |
| JGP チェコスケート         |         |         | 2位     |         |
| トリグラフトロフィー       |         | 1位 N   |         |         |
| アジアフィギュア杯         |         | 5位 N   |         | 1位 J   |
| 全日本ジュニア選手権       |         | 11位    | 11位    | 1位     |
| 全日本ノービス選手権       | 12位 A  | 1位 A   |         |         |

### 詳細
| 2022-2023 シーズン    |                                                      |          |          |           |
| 開催日                | 大会名                                               | SP       | FS       | 結果      |
| 2023年3月17日 - 19日  | クープドプランタン 2023（ルクセンブルク）            |          |          | WD        |
| 2022年12月21日 - 25日 | 第91回全日本フィギュアスケート選手権（門真）         | 11 60.43 | 8 128.19 | 11 188.62 |
| 2022年11月25日 - 27日 | ISUグランプリシリーズ エスポーグランプリ（エスポー） | 6 64.07  | 4 128.36 | 4 192.43  |
| 2022年10月28日 - 30日 | ISUグランプリシリーズ スケートカナダ（ミシサガ）     | 8 59.27  | 3 125.06 | 5 184.33  |
| 2022年10月8日         | ジャパンオープン2022（さいたま）                     | -        | 5 113.44 | 1 団体    |

| 2020-2021 シーズン    |                                                      |         |          |                  |
| 開催日                | 大会名                                               | SP      | FS       | 結果             |
| 2021年4月15日 - 18日  | 2021年世界フィギュアスケート国別対抗戦（大阪）       | 4 69.74 | 5 132.39 | 3 団体 （202.13) |
| 2021年3月22日 - 28日  | 2021年世界フィギュアスケート選手権（ストックホルム） | 2 79.08 | 9 126.62 | 7 205.70         |
| 2020年12月24日 - 27日 | 第89回全日本フィギュアスケート選手権（長野）         | 1 79.34 | 1 154.90 | 1 234.24         |
| 2020年11月13日 - 15日 | ISUグランプリシリーズ フランス国際（グルノーブル）   |         |          | 中止             |

| 2019-2020 シーズン    |                                                            |         |          |          |
| 開催日                | 大会名                                                     | SP      | FS       | 結果     |
| 2020年3月16日 - 22日  | 2020年世界フィギュアスケート選手権（モントリオール）       |         |          | 中止     |
| 2020年2月20日 - 23日  | 2020年チャレンジカップ（ハーグ）                           | 1 74.27 | 1 156.38 | 1 230.65 |
| 2020年2月4日 - 9日    | 2020年四大陸フィギュアスケート選手権（ソウル）             | 1 81.18 | 1 151.16 | 1 232.34 |
| 2019年12月19日 - 22日 | 第88回全日本フィギュアスケート選手権（東京）               | 1 73.98 | 1 155.22 | 1 229.20 |
| 2019年12月5日 - 8日   | 2019/2020 ISUグランプリファイナル（トリノ）                | 6 70.71 | 4 145.76 | 4 216.47 |
| 2019年11月22日 - 24日 | ISUグランプリシリーズ NHK杯（札幌）                        | 2 79.89 | 2 151.95 | 2 231.84 |
| 2019年10月25日 - 27日 | ISUグランプリシリーズ スケートカナダ（ケロウナ）           | 1 81.35 | 2 148.98 | 2 230.33 |
| 2019年9月12日 - 14日  | ISUチャレンジャーシリーズ オータムクラシック（オークビル） | 1 78.18 | 1 145.98 | 1 224.16 |

| 2018-2019 シーズン    |                                                                        |         |          |                   |
| 開催日                | 大会名                                                                 | SP      | FS       | 結果              |
| 2019年4月11日 - 14日  | 2019年世界フィギュアスケート国別対抗戦（福岡）                         | 1 83.97 | 5 138.37 | 2 団体 （222.34） |
| 2019年3月18日 - 24日  | 2019年世界フィギュアスケート選手権（さいたま）                         | 7 70.90 | 2 152.59 | 4 223.49          |
| 2019年2月21日 - 24日  | 2019年チャレンジカップ（ハーグ）                                       | 2 66.44 | 1 141.90 | 1 208.34          |
| 2019年2月4日 - 10日   | 2019年四大陸フィギュアスケート選手権（アナハイム）                     | 5 68.85 | 1 153.14 | 1 221.99          |
| 2018年12月20日 - 24日 | 第87回全日本フィギュアスケート選手権（門真）                           | 5 68.75 | 1 155.01 | 2 223.76          |
| 2018年12月6日 - 9日   | 2018/2019 ISUグランプリファイナル（バンクーバー）                      | 1 82.51 | 1 150.61 | 1 233.12          |
| 2018年11月23日 - 25日 | ISUグランプリシリーズ フランス国際（グルノーブル）                     | 2 67.64 | 1 138.28 | 1 205.92          |
| 2018年11月8日 - 11日  | ISUグランプリシリーズ NHK杯（広島）                                    | 5 69.59 | 1 154.72 | 1 224.31          |
| 2018年9月19日 - 22日  | ISUチャレンジャーシリーズ オンドレイネペラトロフィー（ブラチスラヴァ） | 1 70.79 | 1 147.37 | 1 218.16          |

| 2017-2018 シーズン    |                                                                       |         |          |          |
| 開催日                | 大会名                                                                | SP      | FS       | 結果     |
| 2018年3月5日 - 11日   | 2018年世界ジュニアフィギュアスケート選手権（ソフィア）                | 4 63.74 | 9 111.51 | 8 175.25 |
| 2017年12月20日 - 24日 | 第86回全日本フィギュアスケート選手権（調布）                          | 5 66.74 | 2 141.29 | 3 208.03 |
| 2016年12月8日 - 11日  | 2017/2018 ISUジュニアグランプリファイナル（名古屋）                   | 4 66.82 | 4 125.63 | 4 192.45 |
| 2017年11月24日 - 26日 | 第86回全日本フィギュアスケートジュニア選手権（前橋）                  | 6 57.89 | 1 135.57 | 1 193.46 |
| 2017年10月11日 - 14日 | ISUジュニアグランプリ エーニャ・ノイマルクト（エーニャ/ボルツァーノ） | 2 66.72 | 3 119.09 | 3 185.81 |
| 2017年9月6日 - 9日    | ISUジュニアグランプリ リガ杯（リガ）                                  | 6 55.05 | 1 125.41 | 2 180.46 |
| 2017年8月2日 - 5日    | 2017年アジアフィギュア杯ジュニアクラス（香港）                        | 1 60.26 | 1 122.80 | 1 183.06 |

| 2016-2017 シーズン     |                                                         |         |          |           |
| 開催日                 | 大会名                                                  | SP      | FS       | 結果      |
| 2016年12月8日 - 11日   | 2016/2017 ISUジュニアグランプリファイナル（マルセイユ） | 5 54.78 | 3 120.38 | 4 175.16  |
| 2016年11月18日 - 20日  | 第85回全日本フィギュアスケートジュニア選手権（札幌）    | 4 58.86 | 14 94.87 | 11 153.73 |
| 2016年9月21日 - 24日   | ISUジュニアグランプリ リュブリャナ杯（リュブリャナ）    | 2 65.93 | 1 128.31 | 1 194.24  |
| 2016年8月31日 - 9月3日 | ISUジュニアグランプリ チェコスケート（オストラヴァ）    | 1 66.78 | 2 118.73 | 2 185.51  |

| 2015-2016 シーズン    |                                                                  |         |          |           |
| 開催日                | 大会名                                                           | SP      | FS       | 結果      |
| 2016年3月23日 - 27日  | 2016年トリグラフトロフィーノービスクラス（イェセニツェ）         | 5 27.28 | 1 82.53  | 1 109.81  |
| 2015年11月21日 - 23日 | 第84回全日本フィギュアスケートジュニア選手権（ひたちなか）       | 8 53.38 | 15 89.53 | 11 142.91 |
| 2015年10月23日 - 25日 | 第19回全日本フィギュアスケートノービス選手権 Aクラス（西東京市） |         | 1 100.53 | 1 100.53  |
| 2015年8月5日 - 8日    | 2015年アジアフィギュア杯ノービスクラス（バンコク）               | 8 29.57 | 4 70.33  | 5 99.90   |

| 2014-2015 シーズン    |                                                                |    |          |          |
| 開催日                | 大会名                                                         | SP | FS       | 結果     |
| 2014年10月24日 - 26日 | 第18回全日本フィギュアスケートノービス選手権 Aクラス（高槻市） |    | 12 72.21 | 12 72.21 |

## プログラム使用曲
| シーズン | ショートプログラム                                                                                      | フリースケーティング                                                             | エキシビション |
| -------- | --- | -------------------------------------------------------------------------------- | --- |
| 2022–23  | The Fire Within 曲：ジェニファー・トーマス 振付：ブノワ・リショー                                       | 映画『タイタニック』より 作曲：ジェームズ・ホーナー 振付：デヴィッド・ウィルソン | ユー・レイズ・ミー・アップ 曲：ケルティック・ウーマン 振付：デヴィッド・ウィルソン                                                                                              |
| 2021–22  | The Fire Within 曲：ジェニファー・トーマス 振付：ブノワ・リショー                                       | 映画『タイタニック』より 作曲：ジェームズ・ホーナー 振付：デヴィッド・ウィルソン | Rain 振付：カタリナ・リンデン |
| 2020–21  | The Fire Within 曲：ジェニファー・トーマス 振付：ブノワ・リショー                                       | Baby, God Bless You 曲：清塚信也 振付：ステファン・ランビエール                  | 2002 曲：アン・マリー 振付：カタリナ・リンデン |
| 2019–20  | Breakfast in Baghdad 作曲：ウルフ・ワケーニウス ヴォーカル：ユン・サン・ナ 振付：シェイ＝リーン・ボーン | International Angel of Peace 振付：トム・ディクソン                              | Spirit & Bigger 作曲：ビヨンセ 振付：ステファン・ランビエール The Greatest 作曲：シーア、グレッグ・カースティン、ケンドリック・ラマー ヴォーカル：シーア 振付：キャシー・リード |
| 2018–19  | 月の光 作曲：クロード・ドビュッシー 振付：デヴィッド・ウィルソン                                        | A Beautiful Storm 作曲：ジェニファー・トーマス 振付：トム・ディクソン            | Faded 作曲：アラン・ウォーカーThe Greatest 作曲：シーア、グレッグ・カースティン、ケンドリック・ラマー ヴォーカル：シーア 振付：キャシー・リード                                 |
| 2017–18  | カンフーピアノ 演奏：ピアノ・ガイズ 振付：トム・ディクソン                                              | 映画『道』より 作曲：ニーノ・ロータ 振付：ジェフリー・バトル                     | Symphony 曲：クリーン・バンディット feat. ザラ・ラーソン 振付：キャシー・リード                                                                                                 |
| 2016–17  | ツィガーヌ 作曲：モーリス・ラヴェル 振付：ジェフリー・バトル                                            | ラプソディー・イン・ブルー 作曲：ジョージ・ガーシュウィン 振付：トム・ディクソン | ホール・ニュー・ワールド 作曲：アラン・メンケン |
| 2015–16  | オペレッタ『こうもり』 作曲：ヨハン・シュトラウス2世                                                    | 吸血鬼の接吻 作曲：ジェイムズ・バーナード                                        | オペレッタ『こうもり』 作曲：ヨハン・シュトラウス2世 |

## 受賞歴
- ビッグスポーツ特別賞（2018年）
- JOCスポーツ賞：新人賞（2018年[45]）
- 関西元気文化圏賞：ニューパワー賞（2020年[46]）
- 大阪スポーツ大賞（2020年）
- N高等学校特別表彰（2021年[47]）

## イメージアスリート契約
- 伊藤超短波株式会社 イメージアスリート契約（2022年1月 - ）[48]